# Varina
Varina és una població dels Estats Units a l'estat d'Iowa. Segons el cens del 2000 tenia 90 habitants.

## Demografia
Segons el cens del 2000, Varina tenia 90 habitants, 36 habitatges, i 25 famílies. La densitat de població era de 139 habitants/km².
Dels 36 habitatges en un 27,8% hi vivien nens de menys de 18 anys, en un 52,8% hi vivien parelles casades, en un 11,1% dones solteres, i en un 27,8% no eren unitats familiars. En el 22,2% dels habitatges hi vivien persones soles l'11,1% de les quals corresponia a persones de 65 anys o més que vivien soles. El nombre mitjà de persones vivint en cada habitatge era de 2,5 i el nombre mitjà de persones que vivien en cada família era de 2,85.
Per edats la població es repartia de la següent manera: un 23,3% tenia menys de 18 anys, un 5,6% entre 18 i 24, un 27,8% entre 25 i 44, un 20% de 45 a 60 i un 23,3% 65 anys o més.
L'edat mediana era de 40 anys. Per cada 100 dones de 18 o més anys hi havia 122,6 homes.
La renda mediana per habitatge era de 35.469 $ i la renda mediana per família de 35.156 $. Els homes tenien una renda mediana de 24.688 $ mentre que les dones 18.750 $. La renda per capita de la població era de 13.611 $. Entorn del 9,7% de les famílies i el 12% de la població estaven per davall del llindar de pobresa.

## Poblacions més properes
El següent diagrama mostra les poblacions més properes.